# Zentrum für Wissens- und Technologietransfer in der Medizin
Das Zentrum für Wissens- und Technologietransfer in der Medizin (ZWT) in Graz ist der erste Teil des neuen Campus der Medizinischen Universität Graz. Es handelt sich um ein Technologie- und Forschungszentrum für Life Sciences (Humantechnologie) in einem Universitätscampus mit eigenständigen Unternehmen als Mieter, was in dieser Form österreichweit einzigartig ist.

## Ziele und Hintergrund
Als erstes Technologie- und Forschungszentrum in Österreich ist das ZWT baulich und organisatorisch vollständig in einen Universitätscampus integriert.    Ziel ist es, die Zusammenarbeit zwischen Wirtschaft und Medizin zu verstärken.
Das ZWT ist eines der Impulszentren der Steiermark, die sich auf evaluierte Stärkefelder der steirischen Wirtschaft konzentrieren.  Die Humantechnologie ist ein solches Stärkefeld, das in den letzten Jahren stark gewachsen ist. Rund 14.800 Beschäftigte arbeiten in der Steiermark in dieser Branche, der Umsatz liegt bei 2,9 Milliarden Euro jährlich.
Das ZWT ist der erste abgeschlossene Bauteil des Med Campus, für den die Bauarbeiten seit 2012 laufen. Damit entsteht ein neuer Universitätsstandort in Graz, in welchem die bisher auf die Stadt verteilten Institute und Verwaltungseinheiten der Medizinischen Universität Graz im Nahbereich des LKH-Universitätsklinikums einen neuen Standort erhalten.
Errichtet wurde und betrieben wird das ZWT von der ZWT-GmbH, die im Besitz der Steirischen Wirtschaftsförderung (SFG) und der Medizinischen Universität ist. Eine Kofinanzierung erfolgt aus Fördermitteln des Landes Steiermark und der Europäischen Union (EFRE Mittel), 24 Millionen Euro wurden in den Bau investiert.

## Mieter
Am ZWT stehen 10.800 Quadratmeter an Labor- und Büroflächen zur Verfügung. Seit der Eröffnung des ZWT im Mai 2014 sind 250 neue Arbeitsplätze im ZWT entstanden.  Unter den Mietern sind kommerzielle Anteile der Institute aus der Medizinischen Universität Graz, sowie HEALTH – das Institut für Biomedizin und Gesundheitswissenschaften der Joanneum Research, aber auch bestehende Unternehmen sowie Headquarters und Kompetenzzentren internationaler Betriebe im Bereich der Life Sciences (Humantechnologie), wie beispielsweise B. Braun Melsungen AG und Meon Medical Solutions GmbH.  Auch die Grazer Biobank mit rund sechs Millionen biologischen Proben ist am ZWT untergebracht, außerdem das europäische Hauptquartier der Forschungsinfrastruktur für Biobanken und Biomolekulare Ressourcen BBMRI-ERIC.
Mit dem Life Science Inkubator am ZWT gibt es einen eigenen Bereich für innovative Gründer aus dem Bereich Life Science. Damit Forschungsergebnisse aus Pharma, Biotechnologie und Medizintechnik professionell am Markt umgesetzt werden können, erhalten die Gründer am ZWT Zugang zu geförderten Labor- und Büroräumlichkeiten und Infrastruktur sowie Knowhow. Ziel ist eine tragfähige Brücke zwischen Wissenschaft und Wirtschaft.